# Yukka nu hii
Le Yukka nu hii (okinawaïen : 四日ぬ日 ou 四日の日, ユッカヌヒー) est un festival annuel des îles Ryūkyū. Les fêtes sont organisées autour des traditionnelles courses haarii de bateaux-dragons. Le festival remonte au XIVe siècle, lorsqu'il est adopté des Chinois. Les célébrations modernes du yukka nu hii se déroulent à différentes dates dans toutes les îles Ryūkyū et chacune dure plusieurs jours.
Les courses haarii sont une forme de remerciement à la mer et aux dieux de l'agriculture pour leur demander de continuer leur aide dans l'avenir.
Actuellement, Naha est l'hôte de la plus grande course haarii, bien qu'Itoman et Tamagusuku sont également connus pour la tenue de grandes courses.